# Religia w Ugandzie
Religia w Ugandzie – reprezentowana jest głównie przez dwie religie chrześcijaństwo (86,7%) i islam (11,5%). W Ugandzie istnieje także niewielka liczba wyznawców tradycyjnych religii plemiennych, hinduizmu i bahaizmu. 0,5% ludności nie wyznaje żadnej religii. Wolność wyznania jest gwarantowana przez konstytucję z 1995.
Chrześcijaństwo reprezentowane jest głównie przez protestantyzm (44,4%) i katolicyzm (42,2%). Istnieje także niewielka liczba mormonów (13 248) i Świadków Jehowy (9011). Większość protestantów stanowią anglikanie (36,1%) zrzeszeni w Kościele Ugandy. Oprócz tego protestantyzm reprezentowany jest głównie przez: pentekostalizm (5,7%), adwentyzm, ruch uświęceniowy i baptyzm.
Podobnie jak w innych częściach Afryki, islam i chrześcijaństwo zostały połączone z rdzennymi religiami tworząc różne synkretyczne trendy religijne.
Regiony Północnego i Zachodniego Nilu są zdominowane przez rzymskich katolików, a dzielnica Iganga we wschodniej Ugandzie ma najwyższy procent muzułmanów.
Chrześcijaństwo bierze swoje początki z działalności misyjnej w okresie kolonialnym. W drugiej połowie XIX wieku Francuzi zasadzili katolicyzm, a Brytyjczycy przywieźli anglikanizm. Rywalizacja, a nawet wrogość pomiędzy wyznawcami tych dwóch gałęzi chrześcijaństwa, zawsze była ostra i głębsza niż ta pomiędzy chrześcijanami i muzułmanami.

## Statystyki

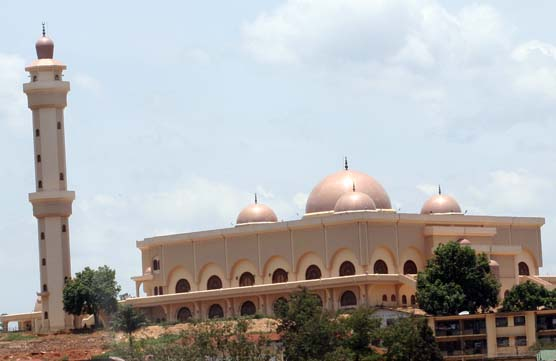
Narodowy Meczet Ugandy w Kampali.

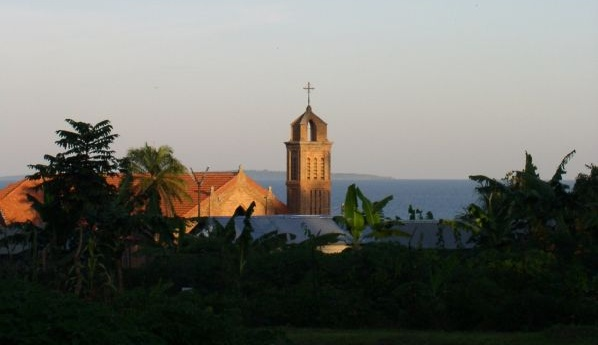
Kościół w Entebbe.

Statystyki na 2010 rok według Operation World:
| Kościół                              | Liczba miejsc kultu | Liczba wiernych | Procent ludności |
| Kościół katolicki                    | 585                 | 13,3 mln        | 39,35%           |
| Kościół Ugandy                       | 14,6 tys.           | 12,2 mln        | 36,1%            |
| Islam                                |                     | 3 883 tys.      | 11,5%            |
| Tradycyjne religie plemienne         |                     | 895 606         | 2,65%            |
| Zielonoświątkowe Zbory Boże          | 7214                | 505 tys.        | 1,5%             |
| Kościół Boży (Cleveland)             | 675                 | 449 550         | 1,33%            |
| Kościół Nowoapostolski               | 888                 | 355 tys.        | 1,05%            |
| Niezależne kościoły zielonoświątkowe | 3242                | 295 tys.        | 0,87%            |
| Kościół Adwentystów Dnia Siódmego    | 1135                | 265 tys.        | 0,78%            |
| Kościół Odkupiony                    | 930                 | 186 tys.        | 0,55%            |
| Kościół Boży (Anderson)              | 480                 | 176 tys.        | 0,52%            |
| Charyzmatyczny Kościół Ugandy        | 193                 | 162 tys.        | 0,48%            |
| Kościół Baptystyczny                 | 1975                | 150,1 tys.      | 0,44%            |
| Hinduizm                             |                     | 118 288         | 0,35%            |
| Ugandyjski Kościół Pełnej Ewangelii  | 1200                | 115 tys.        | 0,34%            |
| Stowarzyszenie Zielonoświątkowe Elim | 1125                | 113,4 tys.      | 0,34%            |
| Bahaizm                              |                     | 101 tys.        | 0,3%             |
| Kościół Wyzwolenia                   | 200                 | 78 tys.         | 0,23%            |
| Miracle Center                       | 18                  | 67 tys.         | 0,2%             |
| Chrześcijański Kościół Życia         | 15                  | 40 tys.         | 0,12%            |